# Estádio Parque Osvaldo Roberto
O Estádio Parque Osvaldo Roberto é um estádio de futebol localizado no bairro de Sayago na cidade de Montevidéu, capital do Uruguai. Possui capacidade para 8.500 espectadores e pertence ao Racing Club de Montevidéu.
Foi inaugurado em 5 de outubro de 1941.